# 平野卓治
平野 卓治（ひらの たくじ）は、日本の歴史学者、日本大学文理学部史学科教授。専門は日本古代史。
國學院大學文學部史學科卒業。國學院大學大学院博士課程後期修了。
2025年4月1日　死去

## 著書

### 共著
- 『風土記の考古学3 出雲国風土記の巻』（同成社、1996年）
- 『列島の古代史1 古代史の舞台』（岩波書店、2006年）